# Diritti LGBT in Giordania
I diritti delle persone LGBT in Giordania sono considerati abbastanza avanzati, rispetto alla maggior parte degli altri paesi del Medio Oriente, sebbene non esistano tutele contro la discriminazione per le coppie omosessuali.

## Diritto penale
L'omosessualità era illegale in Giordania ai sensi del codice penale britannico fino al 1951 (con pene fino a 10 anni di reclusione), quando il paese adottò un proprio codice penale che decriminalizzò l'omosessualità con l'età del consenso, fissata a 16 anni. Tuttavia, le persone LGBT che mostrano affetto pubblico possono essere perseguite per "turbamento della morale pubblica".
Il codice penale giordano non consente più ai membri della famiglia di picchiare o uccidere un membro della propria famiglia la cui sessualità "illecita" viene interpretata come un "disonore" per l'intera famiglia. A partire dal 2013, il nuovo codice penale rende illegale gli omicidi d'onore.
Il codice penale giordano consente molta discrezionalità alla polizia quando si tratta di proteggere la quiete pubblica; questa "discrezionalità" è stata utilizzata contro gli omosessuali che organizzano eventi sociali.

## Riconoscimento dei diritti LGBT
La prima volta che il governo giordano ha fatto una dichiarazione pubblica sui diritti LGBT è stata alla quarta conferenza mondiale sulle donne tenutasi nel 1995.
La conferenza internazionale ha cercato di affrontare le questioni dei diritti delle donne su scala globale, e una proposta è stata fatta per discutere anche sui diritti umani delle donne lesbiche e bisessuali.
I delegati giordani alla conferenza hanno contribuito a affossare la proposta. I delegati del Regno delle Nazioni Unite si sono opposti agli sforzi per sostenere i diritti LGBT, sebbene questa successiva proposta sia stata infine adottata.
Il governo giordano tollera anche alcuni caffè ad Amman che sono ampiamente considerati gay friendly.
Rapporti recenti suggeriscono che, sebbene un gran numero di cittadini LGBT non si rivelino in pubblico e spesso conducano una doppia vita, una nuova ondata di giovani LGBT sta cominciando a uscire allo scoperto e sta diventando più visibile nel paese, lavorando per stabilire una vivace comunità LGBT di cineasti, giornalisti, scrittori, artisti e altri giovani professionisti.
Solo pochi giovani giordani appartenenti alle classi elevate sono in grado di rimanere single. La maggior parte di questi giordani più "aperti" sono ben istruiti e provenienti da famiglie benestanti o facoltose.

## Media e stampa
La legge sulla stampa e la pubblicazione fu modificata nel 1998 e nel 2004. Il documento iniziale proibiva la rappresentazione o l'approvazione della "perversione sessuale", che poteva includere l'omosessualità.
L'edizione rivista del 2004 ha alcune disposizioni di impatto diretto sui diritti LGBT. In primo luogo, il divieto di contenuti sulla "perversione sessuale" è stato sostituito con un requisito generale secondo cui la stampa "rispetta i valori della ... nazione araba e islamica" e che la stampa deve anche evitare di invadere la vita privata delle persone.
La commissione dei media regola l'esposizione commerciale e la distribuzione di film e spettacoli televisivi in Giordania. Nel 2016, la commissione dei media ha stabilito che il film The Danish Girl non poteva essere mostrato pubblicamente perché "incoraggiava" la devianza e il disordine pubblico.
In Giordania è pubblicata una rivista gay di interesse generale.
Nel 2021 gli eventi programmati per l'Amman Pride non sono stati permessi per violazione della morale pubblica.

## Opinione pubblica
La maggior parte delle persone LGBT subisce discriminazioni sociali . Secondo un sondaggio del 2013 del Pew Research Center, alla domanda: "La società dovrebbe accettare l'omosessualità?" il 97% delle persone ha risposto no mentre solo il 3% ha risposto sì.
Amman è l'unica città in Giordania dove è presente un bar ufficialmente LGBTQ+ friendly. Qui è possibile incontrare altre persone della comunità LGBTQ+ oltre che trovare libri e pubblicazioni riguardanti diritti  e lotte civili.

## Tabella riassuntiva
| Attività e relazioni sessuali legali                                | (dal 1951) |
| Parità dell'età di consenso                                         | Yes        |
| Leggi anti-discriminazione sul lavoro                               | No         |
| Leggi anti-discriminazione nella fornitura di beni e servizi        | No         |
| Leggi anti-discriminazione in tutti gli altri settori               | No         |
| Matrimonio egualitario                                              | No         |
| Unione civile                                                       | No         |
| Adozione                                                            | No         |
| Autorizzazione a prestare servizio nelle forze armate               |            |
| Diritto di cambiare legalmente sesso                                | Yes        |
| Surrogazione di maternità                                           | No         |
| Permesso alle donne lesbiche di accedere alla fecondazione in vitro | No         |
| Omosessualità non più classificata come una malattia                | No         |
| Permessa la donazione di sangue per le persone omosessuali          | No         |